# Вулиця Сокільницька (Львів)
Вулиця Сокільницька — вулиця у Франківському районі міста Львова , місцевість Боднарівка. Частково пролягає по межі між Львовом та Сокільницькою громадою Львівського району Львівської області, починаючись від львівської вулиці Трускавецької і завершуючись вулицею Січових Стрільців села Сокільники. Має значну перерву у проляганні. Прилучаються вулиці села Сокільники — Львівська та Шевченка.
До 2010-х років вулиця Сокільницька була найпівденнішою вулицею Львова.

## Історія та забудова
У 1959 році вулиця отримала назву Сокольницька, на згадку про село Сокільники, у напрямку якого пролягає. У 1993 році назву було уточнено на Сокільницьку.
Забудована одно- та двоповерховими приватними садибами 1930-х—2000-х років.
Довгий час вулиця мала ґрунтове покриття. У 2015 році мешканці вулиці за власний кошт замостили вулицю бруківкою та встановили шлагбаум, який мав перекрити транзитний рух вулицею. Втім, районна влада не дала дозволу на перекриття вулиці та зобов'язала шлагбаум демонтувати.